# مرکز خرید سیتی سنتر اصفهان
مجموعه اصفهان سیتی سنتر یا قلب شهر اصفهان مرکز خرید، تفریحی و گردشگری است که در جنوب شهر اصفهان و در بزرگراه شهید وحید دستگردی واقع شده است. این مرکز خرید دومین مرکز خرید بزرگ ایران پس از بازار بزرگ ایران و چهارمین مرکز خرید بزرگ دنیا است. همچنین این مرکز خرید دارای بزرگ‌ترین شهربازی سرپوشیده خاورمیانه با مساحت ۷۷۰٬۰۰۰ متر مربع نیز است. 
سیتی سنتر اصفهان در جنوب این شهر و نزدیک شهرهای سپاهان شهر، بهارستان و شهر ابریشم قرار دارد. این مرکز خرید دارای دسترسی آسان به حمل و نقل با تاکسی، اتوبوس و در آینده‌ای نزدیک مترو نیز می‌باشد وسبک معماری این مجموعه تلفیقی از سبک سنتی و مدرن است. فاصله اصفهان تا سیتی سنتر ۲۰ دقیقه است.

## بخش ها
مجموعهٔ قلب شهر اصفهان شامل ۷ طبقه است. از این ۷ طبقه، دو طبقه به صورت پارکینگ مسقف با ظرفیت بیش از ۵۵۰۰ خودرو ایجاد شده‌است. اولین طبقهٔ تجاری آن شامل فروشگاه زنجیره‌ای هایپراستار است و طبقات دوم و سوم شامل واحدهای تجاری است و در طبقات سه و چهار این مجموعه، پردیس سینمایی، شهربازی، استودیو استارتاپ، باشگاه ورزشی، فود کورت، سالن‌های مختلف و مرکز جامع علمی کاربردی اصفهان سیتی سنتر واقع شده‌است. سومین شعبه از فروشگاه‌های زنجیره‌ای هایپراستار نیز در این مجتمع قرار دارد.

## تاریخچه
- این مجموعه در آبان سال ۱۳۹۱ افتتاح شد.
- سال ۱۳۸۵ شهرداری اصفهان مجوز پروانه ساخت را صادر کرد.[۹]
- بر اساس گزارش بلومبرگ سال ۱۳۸۷ به بعد پرست‌ژلند شرکت راکین و راس الخیمه و یک سرمایه گزار سوییسی ۱ میلیارد دلار سرمایه‌گذاری تأمین کردند.[۱۰][۱۱]
- سیتی سنتر آب فاضلاب تصفیه برای فضا سبز ساختمان‌ها استفاده می‌کند.[۱۲]

## بیشتر بخوانید
- فهرست مراکز خرید در ایران